# Gibellula dabieshanensis
Gibellula dabieshanensis är en svampart som beskrevs av B. Huang, M.Z. Fan & Z.Z. Li 1998. Gibellula dabieshanensis ingår i släktet Gibellula och familjen Cordycipitaceae.   Inga underarter finns listade i Catalogue of Life.